# Filocles (arquitecto)
Filocles (Philocles, Φιλοκλης) fue un arquitecto ateniense nativo de la demos de Acarnas. 
Aunque no es mencionado por los autores antiguos, fue uno de los principales arquitectos griegos y construyó entre otros el templo jónico de Erecteión (hacia 421 a. C. a 407 a. C.) según consta en una inscripción del 409 a. C.. 
- Datos: Q3745485